# Sete Magníficas
As Sete Magníficas, em inglês: Magnificent Seven, foi a seleção norte-americana feminina de ginástica durante os Jogos Olímpicos de 1996, que conquistou pela primeira vez o ouro por equipes para os Estados Unidos em uma Olimpíada.
As sete ginastas eram: Shannon Miller, Dominique Moceanu, Dominique Dawes, Kerri Strug, Amy Chow, Amanda Borden e Jaycie Phelps.

## Jogos Olímpicos de Atlanta
Essa realização, ocorrida na Geórgia, território norte-americano, é considerada magnífica por ser inédita, tanto em Olimpíadas, quanto em campeonatos mundiais. Acrescentado como fator ao feito, está o superar as favoritas europeias Rússia - que "herdou" as ginastas da União Soviética - e Romênia, segunda e terceira colocadas.

### As ginastas
A líder das Sete Magníficas é sempre apontada como sendo Shannon Miller, a ginasta norte-americana mais expressiva a competir, seguida das estrelas Dominique Dawes e Dominique Moceanu. No entanto, durante a classificatória, foi Kerri Strug quem classificou-se para a final do concurso geral.
Nas finais, Strug, durante a prova do salto, feriu o tornozelo no primeiro, executou o segundo e protagonizou junto ao técnico Béla Károlyi, umas das imagens mais marcantes da história da ginástica norte-americana: foi carregada ao pódio da final por equipes sob os aplausos dos compatriotas torcedores. Lesionada, a atleta foi impedida de competir a final do individual geral e sua substituta foi Moceanu.
Apesar de não se destacarem como as companheiras, Amy Chow, Jaycie Phelps e Amanda Borden foram importantes para a conquista coletiva. Amy possuía a maior dificuldade das barras assimétricas. Jaycie era precisa em suas aterrizagens e Amanda foi escolhida a capitã do time.

## A competição

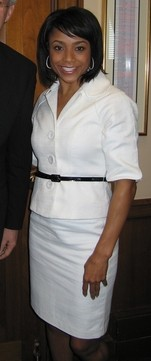
Dominique Dawes, primeira afro-americana medalhista de ouro

Disputando as provas da ginástica artística no Georgia Dome, a seleção norte-americana classificou-se para todas as seis finais, conquistando medalhas em quatro delas.
Dominique Moceanu, Dominique Dawes e Shannon Miller estiveram presentes em quatro disputas finais. Amy Chow, Dominique Dawes e Shannon Miller foram as ginastas estadunidenses que mais conquistaram medalhas: duas para cada uma.

### Equipes
Para essa final, as norte-americanas classificaram-se junto a outras onze equipes: China, Ucrânia, Bielorrússia, Espanha, França, Hungria, Austrália, Grécia, Japão, Rússia e Romênia.
Ao fim das rotações, a equipe estadunidense somou 389,225, mais de doze pontos a frente das japonesas, 12ª colocadas. Durante a disputa, a Romênia liderou a primeira, no salto, seguida dos Estados Unidos e da Rússia. Nas duas seguintes, as equipes revesaram-se na liderança, até a última dar a vitória às norte-americanas, por quase um ponto. Strug, que machucou-se durante a disputa, performou até o fim e contribuiu diretamente para a conquista do ouro.

### Individual geral
Para a prova final do concurso geral, classificaram-se Shannon Miller - em segundo geral -, Kerri Strug - em sétimo geral - e Dominique Dawes - em sexto. Strug, lesionada durante as finais por equipes, não pôde competir e foi substituída pela companheira Dominique Moceanu, a 11ª classificada (4ª entre as estadunidenses) nas eliminatórias
.
Durante as provas, as norte-americanas cometeram erros e não conquistaram medalhas. A melhor colocada entre as três, foi Miller (8ª), quase meio ponto atrás da campeã. Moceanu, subiu duas posições da classificatória e encerrou em nono lugar. Dawes, que qualificou-se na sexta posição, terminou as rotações em 17º lugar, empatada com a espanhola Monica Martin.
A vitoriosa desta disputa foi a ucraniana Lilia Podkopayeva, seguida das romenas Gina Gogean - prata - e Simona Amanar e Lavinia Milosovici, empatadas com o bronze
.

### Salto
Para esse evento, Os Estados Unidos classificaram Shannon Miller e Kerri Strug, substituída por Dawes. Por cair durante o segundo salto, Shannon terninou na oitava posição e Dominique, que pontuou menos de 0,200 que a vencedora, na sexta.
Simona Amanar, da Romênia, venceu com a nota 9,825, a chinesa Mo Huilan foi a segunda (9,768) e Gina Gogean foi a terceira (9,750).

### Barras assimétricas
Para este evento, classificaram-se Amy Chow e dominique Dawes.
Nas barras assimétricas, entre as norte-americanas, Chow era a que detinha a rotina de maior pontuação. Com 9,837, a ginasta empatou com Bi Weijing, da China, em segundo lugar, superada pela russa Svetlana Khorkina. Dawes, que não subiu ao pódio, encerrou em quarto, totalizando 9,800, em uma prova com empates duplo (2º) e triplo (5º).

### Trave de equilibrio

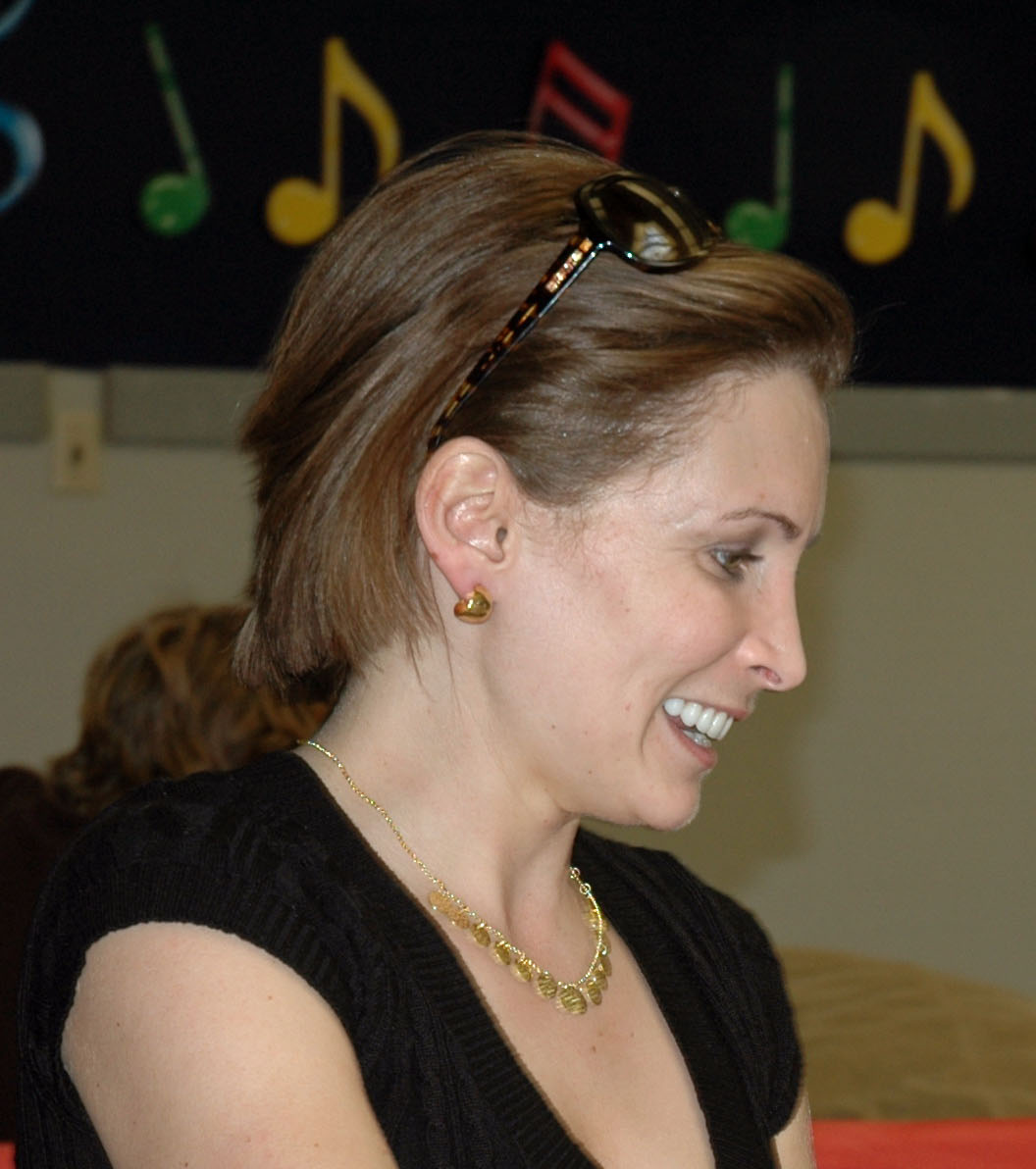
Shannon Miller, a líder das Magníficas e única medalhista de ouro individual

Para essa final, qualificaram-se as ginastas Shannon Miller e Dominique Moceanu.
Ambas possuíam boas rotinas neste aparelho e aguardava-se por bons resultados. Durante a sua apresentação, Dominique desligou-se da trave e atingiu a nota 9,125, suficiente para o sexto lugar. Miller, após performance limpa - sem erros considerados médios e graves - totalizou 9,862, conquistando a medalha de ouro, a frente da vencedora do concurso geral, Podkopayeva.
Nessa edição olímpica, Miller foi a única ginasta a conquistar uma medalha de ouro individual. Tal feito fora repetido em edições posteriores, exceto em 2000: Carly Patterson no individual geral nos Jogos de Atenas, Nastia Liukin também no individual geral, e Shawn Johnson na trave de equilíbrio, ambas nos Jogos de Pequim [carece de fontes?].

### Solo
Para a final desse aparelho, classificaram-se Dominique Moceanu e Dominique Dawes.
O solo, assim como a trave, possui tradição entre as norte-americanas e aguardava-se bons resutlados das atletas. Ao final das apresentações, Dawes conquistou a medalha de bronze, 0,050 atrás da primeira colocada. Moceanu, por sua vez, encerrou com 9,825, 0,012 atrás de sua companheira, em quarto lugar.
Ao final dos eventos, os Estados Unidos somaram quatro medalhas: duas de ouro, uma de prata e uma de bronze, atingindo o segundo melhor desempenho da história norte-americana em Olimpíadas até então.

## Pós-Olimpíadas
As Sete Magníficas entraram em uma turnê logo após o encerramento das Olimpíadas. Strug, contudo, não participou, devido a lesão sofrida durante os Jogos.
A equipe apareceu em várias caixas de cereais e em diversos talks shows. Miller, foi considerada a mais bem sucedida membro da equipe, somando um total de cinco medalhas olímpicas, em suas participações. Pouco depois, a equipe foi inserida no Hall da Fama Olímpico Norte-Americano. Além, Dominique Dawes e Shannon Miller estão no International Gymnastics Hall of Fame
.